# Giacomo Jaquerio
Giacomo Jaquerio (1375 – 1453)   foi um pintor italiano medieval, um dos principais expoentes do Estilo gótico no Piemonte. Trabalhou em sua cidade natal, Turim, Gênova e outras cidades da região de Saboia, na França.
Nasceu em uma família de pintores, e, no começo de sua vida, trabalhava em Turim, Gênova, Thonon-les-Bains e outras cidades francesas, principalmente para o Duque Amadeu VIII de Saboia, famílias nobres e instituições religiosas.  A partir de  1429, realizou afrescos para o Castelo de Turim (atual Palazzo Madama), mas suas obras foram perdidas.

## References
1. ↑  «Giacomo Jaquerio in Dizionario Biografico». Consultado em 21 de abril de 2014
2. ↑  «Giacomo Jaquerio - Palazzo Madama». Consultado em 21 de abril de 2014